# イエスタデイ (sacraの曲)
「イエスタデイ」は、日本のバンド、sacraの2003年4月2日に発売された通算5枚目のインディーズ・シングル。
後にメジャー・デビュー・シングル（通算6枚目）としてプラティア・エンタテインメントから2004年2月25日に発売された。

## 解説
2003年にラジオ番組『FMトライアングル・スーパーオーディション』でのグランプリ獲得を機に、2004年2月、平川達也を音楽プロデューサーに迎え、メジャー盤が制作された。メジャー盤に新たに収録されたC/W曲「identity」は、アニメ『陸奥圓明流外伝 修羅の刻』のオープニングテーマに使用され、バンド初となるアニメタイアップを手掛けた。
タイトルチューンのミュージック・ビデオは、同曲を元に制作されたオリジナルドラマ『Spring Story』（出演者は小栗旬・西原亜希・田中圭）バージョンと、メンバーバージョンの2種類が存在する。
累計売上は約8万枚を記録。事務所移籍（2007年に同事務所の破産）により廃盤となっている。

## インディーズ盤収録曲
1. イエスタデイ(Ver.2)
2. Got to be yourself
3. アマノジャク
4. イエスタデイ(Ver.1)
5. イエスタデイ(Back Track)
6. Got to be yourself(Back Track)
7. アマノジャク(Back Track)

## メジャー盤収録曲
作詞・作曲：木谷雅、編曲：平川達也・sacra
1. イエスタデイ
2. identity
3. イエスタデイ(Back Track)